# Carl Paschek
Carl Paschek (* 26. April 1938 in Karlsbad, Tschechoslowakei) ist ein deutscher Germanist und Bibliothekar.

## Leben und Wirken
Nach der Aussiedlung seiner Familie aus der Tschechoslowakei 1946 besuchte Carl Paschek im hessischen Nidda das Realgymnasium und legte dort 1958 die Reifeprüfung ab. Im Sommersemester 1958 begann der an der Philipps-Universität Marburg das Studium der Fächer Germanistik, Philosophie und Geschichte und wechselte zum Wintersemester 1959/60 an die Rheinische Friedrich-Wilhelms-Universität Bonn, wo er 1964 das Staatsexamen für den höheren Schuldienst machte. Im Jahre 1966 promovierte er in Bonn bei Rudolf Haller. Im gleichen Jahr trat er als Bibliotheksreferendar an der Universitätsbibliothek Bonn in die Ausbildung für den höheren Bibliotheksdienst und schloss diese Ausbildung 1968 mit der Fachprüfung am Bibliothekar-Lehrinstitut des Landes Nordrhein-Westfalen in Köln ab. Zunächst war er dann als wissenschaftlicher Bibliothekar von 1968 bis 1973 an der Universitätsbibliothek der Freien Universität Berlin tätig. 1973 wechselte er nach Frankfurt und arbeitete dort bis 2003 an der Stadt- und Universitätsbibliothek Frankfurt/M. Zugleich lehrte er „Germanistische Fachbibliographie“ an der Universität Frankfurt/M.
Neben seinen bibliographischen Arbeiten und literaturgeschichtlichen Veröffentlichungen erarbeitete Paschek an der Stadt- und Universitätsbibliothek Frankfurt, die bis 2013 u. a. das Sondersammelgebiet Germanistik der Deutschen Forschungsgemeinschaft betreute, zahlreiche Ausstellungen über deutsche Schriftsteller und Kataloghefte hierzu.

## Schriften
- Der Einfluss Jacob Böhmes auf das Werk Friedrich von Hardenbergs (Novalis). Dissertation Universität Bonn 1966 (1967).
- Die Bibliothek August Wilhelm Schlegels. Bibliothekar-Lehrinstitut des Landes Nordrhein-Westfalen, Köln 1968.
- (Bearb.): Johannes Hansel / Personalbibliographie zur deutschen Literaturgeschichte. 2. neubearb. u. ergänzte Auflage von Calr Paschek. Erich Schmidt Verlag, Berlin 1974, ISBN 3-503-00771-7.
- Theodor Fontane. Der Umgang des Dichters mit Büchern und Bibliotheken. In: Bibliothek. Forschung und Praxis, Bd. 9 (1975), S. 158–181.
- Novalis und Böhme. Zur Bedeutung der systematischen Böhmelektüre für die Dichtung des späten Novalis. In: Jahrbuch des Freien Deutschen Hochstifts, Jg. 1976, S. 138–167.
- Die Johann Wolfgang Goethe-Universität Frankfurt am Main als Literaturproduzent. In: Peter Hahn (Hrsg.): Literatur in Frankfurt. Ein Lexikon zum Lesen. Athenäum, Frankfurt/M. 1987, S. 672–679, ISBN 3-610-08448-0.
- Bibliographie germanistischer Bibliographien. Beschreibendes Auswahlverzeichnis germanistischer Sach- und Personalbibliographien. In: Jahrbuch für internationale Germanistik, Bd. 22 (1990) – 33 (2001).
- (mit Eugen P. Moosmann): Doktor Faustus und Mephistopheles. Bücher, Graphiken und Figuren aus der Sammlung E. P. Moosmann. Katalog zur Ausstellung der Stadt- und Universitätsbibliothek Frankfurt a.M. 16. Mai bis 28. Juni 1991. Stadt- und Universitätsbibliothek Frankfurt 1991, ISBN 3-88131-068-1.
- Das Goethe-Bild der Postmoderne 1975–1999 in Büchern und elektronischen Medien. Begleitschrift zur Ausstellung der Stadt- und Universitätsbibliothek zum Goethe-Jubiläum 1999 (= Frankfurter Bibliotheksschriften, Bd. 7). Klostermann, Frankfurt/M. 1999, ISBN 3-465-03049-4.
- Praxis der Literaturinformation Germanistik. wie findet man Daten, Fakten, Quellen- und Forschungsliteratur in Printmedien und Datenbanken. Grundbegriffe, Methodik, systematische Verzeichnisse (= Germanistische Lehrbuchsammlung, Bd. 48). 3. völlig neubearb. Aufl. Weidler, Berlin 2000, ISBN 3-89693-348-5.
- Goethes jüngerer Bruder. Zu neueren Veröffentlichungen über Karl Philipp Moritz. In: Mitteldeutsches Jahrbuch für Kultur und Geschichte, Bd. 11 (2004), S. 327–335.
- (Hrsg.): Novalis (Friedrich von Hardenberg) / Fragmente und Studien. Reclam, Stuttgart 2010, ISBN 978-3-15-008030-6.